# Iridomyrmex gracilis
Iridomyrmex gracilis é uma espécie de formiga do gênero Iridomyrmex.